# 頓河畔卡拉奇
48°41′N 43°32′E / 48.683°N 43.533°E
頓河畔卡拉奇（Кала́ч-на-Дону́）是俄羅斯伏爾加格勒州的一個城市。位於州府伏爾加格勒以西85公里的頓河畔。2002年人口14,359人。
1708年建立，原稱卡拉奇。1951年設市並改現名。第二次世界大战苏德战争期间，蘇聯紅軍於1942年11月19日於頓河北岸及東面發動反擊包圍戰，攻擊被困在史達林格勒城區進行巷戰中的德軍第六軍團。到了11月23日，南北兩支蘇軍在頓河河畔卡拉奇苏维埃斯基村附近會師，成功切斷第六軍團從西面的補給線，使第六軍團全面被包圍，第六軍團最后被全歼。